# Великий мартовский ордонанс
Великий мартовский ордонанс 1357 года (фр. Grande ordonnance de 1357) — план реформ государственного управления Франции, опубликованный в марте 1357 года по настоянию французских Генеральных штатов во время народного движения 1356—1358 годов в Париже под руководством прево Этьена Марселя.

## Содержание
Ордонанс включал в себя 67 статей. Согласно ордонансу, коренным образом менялся порядок государственного управления Францией. Так, согласно статье 5 Генеральные штаты получали право дважды в год самостоятельно, без королевского разрешения, собираться для обсуждения государственных дел; в соответствии со статьёй 2 Генеральные штаты также получали контроль над налогами и расходованием государственных средств; отныне без согласия Генеральных штатов король не мог вводить новые налоги и заключать перемирие в ходе войны (статья 39), а также изменять ценность монеты (статья 15). Совет короля, государственный аппарат и армия также должны были находиться под контролем Генеральных штатов; намечалось также сокращение числа чиновников и сокращение расходов на чиновничий аппарат.

## Последствия и значение
Вскоре дофин издал несколько распоряжений, сводивших авторитет Генеральных штатов к нулю. В ответ на это в феврале 1358 года в Париже вспыхнуло восстание. 22 февраля 1358 года восставшие во главе с Этьеном Марселем ворвались в королевский дворец, убили на глазах у дофина нескольких его приближенных и добились от дофина подтверждения Великого мартовского ордонанса. После этого дофин в марте 1358 года тайно бежал из Парижа в Санлис, где созвал лояльные себе Генеральные штаты и начал собирать войска для действий против восставших. Засланные в Париж агенты дофина 31 июля 1358 года убили Этьена Марселя, вскоре после этого дофин вступил в Париж, восстание было подавлено, а Великий мартовский ордонанс отменен.